# Căbești
Căbești is een Roemeense gemeente in het district Bihor.
Căbești telt 1989 inwoners.